# Dresdner Sportclub 1898 (calcio)
Il Dresdner Sportclub 1898, abbreviato Dresdner SC, è la sezione calcistica maschile della società polisportiva tedesca Dresdner Sportclub 1898 e.V.. Ha sede a Dresda in Sassonia. Milita in Stadtoberliga Dresden, ottava divisione del calcio tedesco. Nata il 30 aprile 1898, la società è stata uno dei membri fondatori della DFB nel 1900. Si ipotizza che le origini della squadra arrivano fino al 1874, anno in cui fu fondato un club The English FC Dresden creato da un gruppo di emigrati inglesi in Germania in cerca di fortuna. Tale riferimento ancora oggi non è stato né confermato né smentito, ma quello che è certo che la società ha è diventata completamente operativa nel 1898.

## Storia

### Dagli anni trenta agli anni quaranta
La migliore prestazione della squadra nei primi anni fu una semifinale di campionato persa nel 1905. All'inizio degli anni '30 vinse svariate volte la Gauliga Sachsen, una delle sedici massime divisioni create dalla riorganizzazione del calcio tedesco sotto il Terzo Reich. Vinse la Tschammerpokal, l'antenata dell'attuale Coppa di Germania, nel 1940 e nel 1941 e vinse il campionato nel 1943 e nel 1944. La vittoria per 4-0 contro la Luftwaffen SV Hamburg all'Olympiastadion di Berlino fece diventare essa, l'ultima squadra a conquistare il trofeo della Vittoria, vinto per la prima volta dal VfB Lipsia nel 1903. Il trofeo fu messo al sicuro per motivi precauzionali da un tifoso del Dresdner in una cassetta di sicurezza di una banca della che poi diventerà della Germania Est e nascosto per decenni fino a quando non fu restituito alla Federcalcio tedesca.

### Dopo la fine della Seconda guerra mondiale
Dopo la Seconda guerra mondiale tutte le associazioni, sportive comprese, furono dissolte dalle autorità alleate. Nel 1946 il club fu ricostituito con il nome di SG Friedrichstadt e sparì nel dimenticatoio dopo un'apparizione nella finale del campionato della Germania Est del 1950. In quella partita, ricordata più per gli avvenimenti che susseguirono che per il risultato, la squadra doveva affrontare l'Horch Zwickau sostenuto dal governo comunista. Lo Zwickau giocò una partita molto fallosa e, avvantaggiato dal fatto che l'arbitro rifiutò le sostituzioni dei giocatori della squadra di Dresda lasciando di fatto in campo solo 8 uomini, vinse la partita 5-1. I sostenitori del Dresda invasero il campo svariate volte durante il corso della partita e alla fine di questa malmenarono un giocatore dello Zwickau; successivamente arrivò la polizia per sedare la rissa. Il Dresdner infine fu sciolto e i giocatori si trasferirono verso altre squadre; da notare che alcuni di questi volarono oltre la cortina di ferro per andare a giocare all'Hertha Berlino. Questa partita in sintesi, oltre ad essere stata una palese dimostrazione di come il governo della nazione potesse influenzare i risultati sportivi, è stata un pretesto per punire il Dresdner in quanto ritenuta, sempre dal stesso governo, una società troppo "borghese" e quindi in contrasto con i principi della nazione.

## Dissoluzione
A questo punto, la storia del club diventa un po' complicata, complici sia il fatto della scarsità dei documenti perché probabilmente furono distrutti durante la guerra, sia la pretesa di molte squadre di calcio nell'affermarsi di essere eredi del blasone del Dresdner SC:
- La squadra locale del Volkspolizei Dresden fondata nel 1948 è nata e cresciuta con un'ideologia molto più popolare. Il team è stato assemblato prelevando da undici squadre diverse diciassette giocatori, la maggior parte dei quali provenivano dal SG Mickten. Dalla stagione 1952-53 la squadra sarà nota con il nome di Dinamo Dresda, e sarà una delle squadre più forti ed amate dell'intera nazione.
- L'SG Mickten, nato nel 1947, si è fuso con il BSG Sachsenverlag Dresden nel 1950 ed è andato incontro durante la sua storia a diversi cambiamenti di nome: BSG Rotation Dresden (1951-1954); SC Einheit Dresden (1954-1965); FSV Lokomotive Dresden (1966-1990). Da notare che la squadra con il nome di Einheit Dresden vinse la Coppa della Germania Est nel 1958. La squadra si è unita al Dresdner SC.
- Il BSG Tabak Dresden discende dal Dresdner SV 1910. La squadra fu destinazione ufficiale dei giocatori che disputarono la finale farsa contro lo Zwickau. Nel giugno del 1991 la squadra cambiò nome in SG Dresden Striesen.

Il Dresdner SC ufficiale, rinacque dopo la riunificazione tedesca e cominciò a giocare nella stagione 1991-92. Dal quel momento in poi ha militato anche in terza e quarta divisione, ma per problemi finanziari attualmente milita in Stadtoberliga Dresden (VIII).

## Palmarès

### Competizioni nazionali
- Campionato tedesco: 2

1942-1943, 1943-1944
- Coppa di Germania: 2

1940, 1941
- Supercoppa di Germania: 1

1940 (non ufficiale)
- Coppa della Germania Est: 1

1958

### Competizioni regionali
- Campione della Germania centrale (Mitteldeutscher Meister): 6

1905, 1926, 1929, 1930, 1931, 1933
- Coppa della Germania centrale (Mitteldeutscher Pokalsieger): 2

1928, 1933

### Altri piazzamenti
- Campionato tedesco:

Secondo posto: 1939-1940
Semifinalista: 1929-1930, 1938-1939, 1940-1941
- Coppa di Germania:

Semifinalista: 1904-1905, 1937, 1943

## Giocatori del Dresdner SC che hanno militato nella nazionale tedesca[1]
| Nome             | Partite | Goal | Anni    |
| Richard Hofmann  | 25      | 24   | 1927-33 |
| Helmut Schön     | 16      | 19   | 1937-41 |
| Willibald Kreß   | 16      | 0    | 1929-34 |
| Georg Köhler     | 5       | 0    | 1925-28 |
| Hugo Mantel      | 5       | 0    | 1927-33 |
| Walter Dzur      | 3       | 0    | 1940-41 |
| Helmut Schubert  | 3       | 0    | 1941    |
| Richard Gedlich  | 2       | 0    | 1926-27 |
| Friedrich Müller | 2       | 0    | 1931    |
| Herbert Pohl     | 2       | 0    | 1941    |
| Martin Haftmann  | 1       | 0    | 1927    |
| Arno Neumann     | 1       | 0    | 1908    |
| Karl Schlösser   | 1       | 1    | 1931    |
| Kurt Stössel     | 1       | 0    | 1931    |